# Glaucocephalus
Glaucocephalus är ett släkte av skalbaggar. Glaucocephalus ingår i familjen Brentidae.
Kladogram enligt Catalogue of Life:
| Glaucocephalus | \| \| Glaucocephalus roubaudi \| \| \| \| \| \| Glaucocephalus sicardi \| \| \| \| \| \| Glaucocephalus vadoni \| \| \| \| |
|                | \| \| Glaucocephalus roubaudi \| \| \| \| \| \| Glaucocephalus sicardi \| \| \| \| \| \| Glaucocephalus vadoni \| \| \| \| |
|                | Glaucocephalus roubaudi |
|                | |
|                | Glaucocephalus sicardi |
|                | |
|                | Glaucocephalus vadoni |
|                | |